# 瓦尔纳维诺 (下诺夫哥罗德州)
瓦尔纳维诺（羅馬化：Varnavino）是俄罗斯下诺夫哥罗德州的市级镇、瓦尔纳维诺区行政中心，地处下诺夫哥罗德州北部，位于伏尔加河流域韦特卢加河畔，在州府下诺夫哥罗德东北方。
该地2021年人口有3,189人；2010年人口3,475；2002年人口3,718；1989年人口3,909。